# El octavo día
Le huitième jour (El octavo día), película belga de 1996 multipremiada por el Festival Internacional de Cannes que narra la historia de la amistad de dos hombres que se conocen por casualidad. Harry (Daniel Auteuil), un hombre de negocios divorciado con dos hijas y Georges (Pascal Duquenne), un hombre con  síndrome de Down que escapa de una institución mental. 
El guion es de Jaco Van Dormael. Algunas escenas aparecen como manifestaciones oníricas. El filme contiene varias canciones de Luis Mariano con el actor Laszlo Harmati haciendo de Luis (que murió en 1970). La banda sonora es de Pierre van Dormael, el hermano de Jaco Van Dormael.

## Reparto
- Daniel Auteuil - Harry
- Pascal Duquenne - Georges
- Miou-Miou - Julie
- Henri Garcin - Director del banco
- Isabelle Sadoyan - Mamá de Georges
- Michele Maes - Nathalie
- Fabienne Loriaux - Fabienne
- Hélène Roussel - Madre de Julie
- Alice van Dormael - Alice
- Juliette Van Dormael - Juliette
- Didier De Neck - Marido de Fabienne
- Marie-Pierre Meinzel
- Sabrina Leurquin - Camarera
- Laszlo Harmati - Luis Mariano

## Premios
Estuvo nominada a la Palma de oro a la mejor película del Óscar en 1996. Pascal Duquenne y Daniel Auteuil ganaron el premio a la mejor interpretación masculina ex aequo. 
También estuvo nominada para los César y los Globos de Oro.